# Hroznová Lhota
Hroznová Lhota là một làng thuộc huyện Hodonín, vùng Jihomoravský, Cộng hòa Séc.